# Laureano Miró

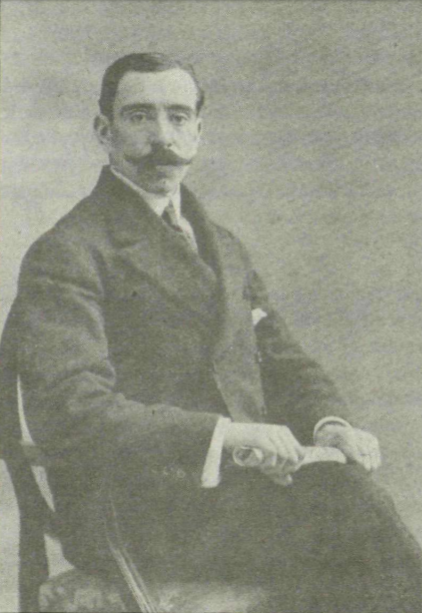
Laureano Miró y Trepat

Laureano Miró y Trepat (Barcelona, 1 de enero de 1883-Barcelona, 15 de marzo de 1916) fue un abogado y político español. 

## Biografía
Nació en Barcelona el 1 de enero de 1883, siendo abogado de profesión. Afiliado desde temprana edad al Partido Republicano Democrático Federal de Pi y Margall, en 1901 fue elegido vicepresidente de la Asociación Escolar Republicana. Dos años después ingresaría en la nueva Unión Republicana y con su hermano fue mecenas del Real Club Deportivo Español de Barcelona.
En las elecciones generales de 1907 fue elegido diputado en las filas de Solidaridad Catalana por el distrito electoral de San Feliu de Llobregat. Rehusó ingresar en el Partido Republicano Radical de Alejandro Lerroux, ingresando en 1910 en la Unión Federal Nacionalista Republicana, con la que nuevamente fue elegido diputado en las elecciones de 1910. Opuesto al Pacto de Sant Gervasi, en 1912 ingresó en el Partido Reformista de Melquíades Álvarez. Llegó a dirigir el diario republicano La Publicidad durante algún tiempo. En las elecciones de 1914 revalidó su acta de diputado. Murió repentinamente en marzo de 1916. 
En la actualidad tiene una avenida dedicada en San Feliu de Llobregat y Esplugas de Llobregat.